# HMS Amazon (D39)
HMS Amazon (D39) byl britský torpédoborec sloužící v období druhé světové války. Byl postaven v druhé polovině 20. let a společně s torpédoborcem HMS Ambuscade sloužil jako prototyp pro novou generaci britských meziválečných torpédoborců, využívajících nových technologií a zkušeností z první světové války. Amazon za druhé světové války plnil eskortní úkoly. Od roku 1944 sloužil jako cvičný cíl. Vyřazen byl v roce 1947.

## Stavba
Amazon byl postaven britskou loděnicí Thornycroft. Do služby byl zařazen roku 1927.

## Konstrukce
Torpédoborec po dokončení nesl čtyři 120mm kanóny, umístěné v jednodělových věžích. Protiletadlovou výzbroj tvořily dva 40mm kanóny. Dále nesl dva trojhlavňové 533mm torpédomety. Během války se skladba výzbroje změnila, aby loď mohla lépe plnit eskortní úkoly. Od roku 1942 tak nesla dva 120mm kanóny, jeden 76mm kanón, čtyři 20mm kanóny, jeden trojhlavňový 533mm torpédomet, salvový vrhač hlubinných pum Hedgehog, dvě skluzavky a čtyři vrhače hlubinných pum. Nejvyšší rychlost dosahovala 34,5 uzlu.